# Bror Strömberg
Bror Wilhelm Strömberg, född 30 oktober 1899 i Stockholm, död 13 januari 1987, var en svensk gasverksingenjör. 
Strömberg, som var son till köpman Ernst Strömberg och Augusta Johansson, avlade studentexamen 1918 och utexaminerades från Kungliga Tekniska högskolan 1924. Han deltog i svenska Spetsbergenexpeditionen 1924, var anställd i Niagara Ammonia Company i Niagara Falls, New York, 1925, The Carborundum Company i samma stad 1926–1930, studerade vid Massachusetts Institute of Technology i Cambridge, Massachusetts, 1931–1932, blev driftsingenjör vid Oxelösunds koksverk 1934 och innehade motsvarande befattning vid Stockholms gasverk från 1936. Efter pensioneringen bosatte han sig i Spanien.